# Educación en ingeniería
La educación en ingeniería es la actividad de enseñar conocimiento y principios a la práctica profesional de la ingeniería. Incluye la educación inicial (licenciatura y/o maestría) para el viaje de convertirse en ingeniero, y cualquier educación avanzada y especializaciones que siguen. La educación en ingeniería suele ir acompañada de exámenes de posgrado adicionales y capacitación supervisada como requisitos para obtener una licencia de ingeniería profesional. La duración de la educación y la capacitación para calificar como ingeniero profesional básico son 8-12 años típicos con 15-20 años para un ingeniero que asume la responsabilidad de proyectos importantes.
La educación en Ciencia, Tecnología, Ingeniería y Matemáticas (STEM) en las escuelas primarias y secundarias a menudo sirve como base para la educación de ingeniería a nivel universitario. En los Estados Unidos, la educación de ingeniería es parte de la iniciativa STEM en las escuelas públicas. El aprendizaje-servicio en la educación de ingeniería está ganando popularidad dentro de la variedad de enfoques disciplinarios dentro de la educación de ingeniería, incluida la ingeniería mecánica, la ingeniería industrial, la ingeniería informática, la ingeniería eléctrica y otra educación de ingeniería.
La educación en ingeniería requiere del desarrollo de competencias que están directamente relacionadas con la profesión, como de otras competencias que se requieren en la profesión y que también son necesarias para el ejercicio de una ciudadanía activa y comprometida,. Entre estas segundas competencias podemos encontrar el desarrollo de competencias éticas, el uso de las tecnologías de la información y la comunicación (TICs) y la promoción de la sostenibilidad

## África

### Kenia
La capacitación en ingeniería en Kenia generalmente es impartida por las universidades. El registro de ingenieros se rige por la Ley de Registro de Ingenieros. Un candidato puede calificar como ingeniero registrado, R. Eng, si es titular de un mínimo de cuatro años de educación superior de ingeniería y un mínimo de tres años de experiencia laboral posterior a la graduación.
Todos los registros son realizados por la Junta de Registro de Ingenieros, que es un órgano estatutario establecido mediante una Ley del Parlamento de Kenia en 1969. En 1992 se realizó una revisión menor para dar cabida al grado de Ingeniero Técnico. La Junta tiene la responsabilidad de regular las actividades y la conducta de los ingenieros en ejercicio en la República de Kenia de conformidad con las funciones y los poderes que le confiere la ley. Según CAP 530 de las leyes de Kenia, es ilegal que un ingeniero practique o se llame a sí mismo ingeniero si no está registrado en la Junta. El registro en la Junta es, por lo tanto, una licencia para ejercer la ingeniería en Kenia. 

### Sudáfrica
La capacitación en ingeniería en Sudáfrica generalmente es impartida por las universidades, las universidades de tecnología y las facultades de Educación y Capacitación Técnica y Vocacional (anteriormente Educación y Capacitación Continua). Las calificaciones otorgadas por estas instituciones deben contar con una acreditación del Consejo de Ingeniería de Sudáfrica (ECSA) para que los graduados y diplomáticos de estas instituciones se matriculen como Ingenieros Certificados Candidatos, Ingenieros Candidatos, Tecnólogos de Ingeniería Candidatos y Técnicos de Ingeniería Candidatos.
La formación académica que realizan las universidades suele tener la forma de un BSc (Eng), BIng o BEng de cuatro años. Para que el título sea acreditado, el material del curso debe cumplir con los resultados de nivel de salida (ELO) de ECSA.
Los ingenieros profesionales (Pr Eng) son personas acreditadas por ECSA como profesionales de la ingeniería. Legalmente, se requiere la firma de un Ingeniero Profesional para la implementación de cualquier proyecto importante, a fin de garantizar la seguridad y los estándares del proyecto. Los tecnólogos de ingeniería profesionales (Pr Tech Eng) y los técnicos de ingeniería profesionales (Pr Techni Eng) son otros miembros del equipo de ingeniería.
Los Ingenieros Certificados Profesionales (Pr Cert Eng) son personas que poseen uno de los siete Certificados de Competencia del Gobierno y que han sido registrados por ECSA como profesionales de la ingeniería.
Las categorías de profesionales se diferencian por el grado de complejidad del trabajo realizado, donde se espera que los ingenieros profesionales resuelvan problemas de ingeniería complejos, los técnicos de ingeniería profesional y los ingenieros certificados profesionales, los problemas de ingeniería ampliamente definidos y los técnicos profesionales, problemas de ingeniería bien definidos.

### Tanzania
La capacitación en ingeniería en Tanzania generalmente es impartida por diversas universidades e instituciones técnicas del país. Los ingenieros graduados están registrados por el Engineers Registration Board (ERB) después de someterse a tres años de capacitación práctica. Un candidato puede calificar como ingeniero profesional, P.Eng, si es titular de un mínimo de cuatro años de educación superior en ingeniería y un mínimo de tres años de experiencia laboral posterior a la graduación. Engineers Registration Board es un órgano estatutario establecido a través de una Ley del Parlamento de Tanzania en 1968. Se realizó una revisión menor en 1997 para abordar la cuestión de la excelencia profesional en ingeniería en el país.
Se ha otorgado a la Junta la responsabilidad de regular las actividades y la conducta de los ingenieros en ejercicio en la República Unida de Tanzanía de conformidad con las funciones y los poderes que le confiere la ley. Según las leyes de Tanzania, es ilegal que un ingeniero practique o se llame a sí mismo ingeniero si no está registrado en la Junta. El registro en la Junta es, por lo tanto, una licencia para ejercer la ingeniería en la República Unida de Tanzanía. 

## Asia

### India
En total, más de 5000 universidades y colegios ofrecen cursos de ingeniería en India. 

### Malasia
Las actividades de educación en ingeniería en Malasia están encabezadas por la Sociedaf de Educación en Ingeniería de Malasia (SEEM). SEEM se estableció en 2007 y se lanzó el 23 de febrero de 2009. La idea de establecer la Sociedad de Educación de Ingeniería se inició en abril de 2005 con la creación de un Comité Pro-equipo para SEEM. Los objetivos de esta sociedad son contribuir al desarrollo de la educación en los campos de la educación de la ingeniería, la ciencia y la tecnología, incluida la enseñanza y el aprendizaje, el asesoramiento, la investigación, el servicio y las relaciones públicas.

### Pakistán
En Pakistán, la certificación de ingeniería la lleva a cabo el Consejo de Ingeniería de Pakistán, un órgano estatutario, constituido en virtud de la Ley PEC n.º V de 1976 de la constitución de Pakistán y enmendada la Ordenanza n.º XXIII de 2006, para regular la profesión de ingeniero en el país. Su objetivo es lograr un crecimiento rápido y sostenible en todos los ámbitos nacionales, económicos y sociales. El consejo es responsable de mantener estándares realistas e internacionalmente relevantes de competencia profesional y ética para los ingenieros en el país. El PEC interactúa con el Gobierno, tanto a nivel federal como a nivel provincial, participando en Comisiones, Comités y Órganos Asesores. PEC es un cuerpo totalmente representativo de la comunidad de ingeniería en el país.

### Filipinas
La Comisión de Regulación Profesional es el organismo regulador para ingenieros en Filipinas. 

### Taiwán
La ingeniería es una de las carreras más populares entre las universidades de Taiwán. Los títulos de ingeniería son más de una cuarta parte de los títulos de licenciatura en Taiwán.

## Europa

### Austria
En Austria, similar a Alemania, un título de ingeniería se puede obtener de cualquiera de las Universidades o Fachhochschulen (Universidades de Ciencias Aplicadas). Como en la mayor parte de Europa, la educación generalmente consiste en una licenciatura de tres años y una maestría de dos años. 
El Höheren Technische Lehranstalten (HTL, Higher Technical Institute) ofrece un grado de ingeniería inferior, una forma de educación secundaria que abarca desde el grado 9 hasta el 13. Existen disciplinas como ingeniería civil, electrónica, tecnología de la información, etc. 
En el quinto año de HTL, como en otras escuelas secundarias en Austria, hay un examen final, llamado Matura. Los graduados obtienen un título de ingeniería, Ingenieur, después de tres años de trabajo en el campo estudiado.

### Bulgaria
El comienzo de la educación superior de ingeniería en Bulgaria está establecido por la Ley para el Establecimiento de una Escuela Técnica Superior en Sofía en 1941. Sin embargo, dos años más tarde debido a las bombas volando sobre Sofía, la escuela fue evacuada en Lovech, y las clases regulares se suspendieron. El proceso de aprendizaje comenzó nuevamente en 1945 cuando la Universidad se convirtió en un Politécnico del Estado.
En Bulgaria, los ingenieros están capacitados en los tres grados básicos: licenciatura, maestría y doctorado. Desde la Declaración de Bolonia, los estudiantes reciben una licenciatura (cuatro años de estudios), opcionalmente seguido de una maestría (un año de estudios). Los cursos de ciencia e ingeniería incluyen conferencias y educación de laboratorio. Los temas principales que se estudiarán son matemática, física, química, ingeniería eléctrica, etc. El grado obtenido después de completarlo con un examen estatal o la defensa de una tesis. Los graduados son galardonados con el título de ingeniero siempre puesto delante del nombre. 
Algunas de las especialidades de ingeniería son completamente tradicionales, como la construcción de máquinas, la ingeniería de computadoras y software, la automatización, la ingeniería eléctrica y la electrónica. Las especialidades más nuevas son diseño de ingeniería, mecatrónica, ingeniería de aviación, ingeniería industrial.
Los ingenieros búlgaros están unidos en la Federación de Sindicatos Científicos y Técnicos, establecida en 1949. Comprende 33 sindicatos territoriales y 19 nacionales.

### Dinamarca
En Dinamarca, el título de ingeniería lo imparten las Universidades o las Facultades de Ingeniería (por ejemplo, la Facultad de Ingeniería de Aarhus).
Los estudiantes reciben primero un título de licenciatura (3 años de estudios) seguido de un título de maestría (uno o dos años de estudios) de acuerdo con los principios de la Declaración de Bolonia, aunque tradicionalmente. El doctorado en ingeniería es el PhD de tres de estudios. 
La calidad de la experiencia en ingeniería danesa ha sido muy aclamada durante mucho tiempo. Los ingenieros daneses, especialmente de las facultades de ingeniería, también han sido elogiados por ser muy prácticos (es decir, capacitados en el trabajo físico relacionado con su disciplina), debido a la alta calidad de los cursos de aprendizaje que muchos ingenieros daneses realizan como parte de su educación.

### Finlandia
El sistema de Finlandia se deriva del sistema de Alemania. Se reconocen dos tipos de escuelas, las universidades y el Ammattikorkeakoulus (literalmente escuela vocacional, que algunas veces se traduce como Universidad de ciencias aplicadas.
Las universidades suelen otorgar títulos de 'Licenciatura de Ciencias en Tecnología' y 'Maestría de Ciencias en Tecnología'. La licenciatura es un título de tres años, ya que la maestría es equivalente para dos años de estudios a tiempo completo. En finés, el máster se llama diplomi insinööri, al igual que en Alemania (Diplom-Ingenieur). Los títulos son otorgados por escuelas de ingeniería o facultades en universidades (en Universidad Aalto, Oulu, Turku, Vaasa y Universidad Åbo Akademi) o por universidades independientes de tecnología (Universidad Tecnológica de Tampere y Lappeenranta UT). El grado es un máster científico, teórico enseñado. La tesis de maestría es parte importante de los estudios de maestría. Maestría califica para seguir estudiando Licenciatura o doctorado. Debido al proceso de Bolonia, se ha introducido el grado de tekniikan kandidaatti ("Bachelor of Technology"), que corresponde a tres años de estudio de la maestría.
Los AMK son escuelas administradas por los municipios que tradicionalmente otorgan grados vocacionales de 3.5 a 4.5 años llamados insinööri (amk). El objetivo del título es la competencia profesional con menos énfasis en el estudio científico. Aunque pueden llamarse "licenciaturas" en inglés, las universidades finlandesas no las reconocen como iguales a tekniikan kandidaatti, pero requieren aproximadamente un año de estudio adicional. Recientemente, AMK también ha comenzado a otorgar un título AMK más alto (Master of Engineering), diseñado para ingenieros de AMK que ya están involucrados en la vida laboral (al menos dos años de experiencia profesional). AMK no tiene el derecho de otorgar Licenciados o doctorados. Del mismo modo, AMK-degree no le da derecho a postularse para estudios académicos de postgrado sin más estudios preliminares en la universidad. 

### Francia
En Francia, el grado de ingeniería es impartido principalmente por "Grandes Écoles d'Ingénieurs" (escuelas de posgrado de ingeniería) tras completar 3 años de estudios de maestría. Muchas Écoles reclutan estudiantes de pregrado de CPGE (programa de alto nivel de 2 o 3 años después del bachillerato), aunque algunos de ellos incluyen un ciclo integrado de pregrado. Otros estudiantes que acceden a estas Grandes Ecoles pueden provenir de otros horizontes, como DUT o BTS (títulos universitarios técnicos de 2 años) o títulos universitarios estándar de 2 años. En todos los casos, la contratación es altamente selectiva. Por lo tanto, los ingenieros graduados en Francia han estudiado un mínimo de 5 años después del bachillerato. Desde 2013, el grado de ingeniería francés es reconocido por AACRAO como una Maestría en Ciencias en Ingeniería. Para poder impartir el título de ingeniero, el plan de estudios de École Master debe ser validado por la Comisión de títulos de ingeniería. Es importante que el observador externo tenga en cuenta que el sistema en Francia es extremadamente exigente en sus requisitos de ingreso (numerus clausus, utilizando el rango de estudiante en los exámenes como único criterio), a pesar de estar casi exento de aranceles, es mucho más estricto con respecto al nivel académico de los estudiantes aplicando que muchos otros sistemas. El sistema se enfoca únicamente en seleccionar estudiantes por sus habilidades de ingeniería en disciplinas fundamentales (matemáticas, física) en lugar de su capacidad financiera para financiar matrículas grandes, lo que permite un acceso más amplio de la población a la educación superior. De hecho, ser un ingeniero graduado en Francia se considera estar cerca / en la parte superior de la escala social / profesional. La profesión de ingeniería creció de los militares y la nobleza en el siglo XVIII. Antes de la Revolución francesa, los ingenieros se formaban en escuelas para oficiales técnicos, como "École d'Arts et Métiers" (Arts et Métiers ParisTech) establecida en 1780. Luego, se crearon otras escuelas, como la École Polytechnique y el Conservatorio Nacional de Artes y Oficios que se estableció en 1794. Polytechnique es una de las grandes écoles que tradicionalmente han preparado tecnócratas para dirigir el gobierno y la industria franceses, y ha sido una de las rutas más privilegiadas en las divisiones élite del servicio civil conocidas como los "grandes corps de l'État".
Dentro de una compañía francesa, el título de Ingénieur se refiere a un rango en calificación y no está restringido. Por lo tanto, puede encontrar a veces Ingénieurs des Ventes (Ingenieros de ventas), Ingénieur Marketing, Ingénieur Bancaire (Ingeniero bancario), Ingénieur Recherche & Développement (Ingeniero de I+D), etc.

### Alemania
En Alemania, el término Ingenieur (ingeniero) está legalmente protegido y solo puede ser utilizado por los graduados de un programa de grado universitario en ingeniería. Tales títulos son ofrecidos por universidades (Universitäten), incluyendo Technische Universitäten (universidades de tecnología), o Fachhochschulen (universidades de ciencias aplicadas), incluyendo Technische Hochschulen.
Desde el proceso de Bolonia, los estudiantes reciben una licenciatura (3-4 años de estudios), opcionalmente seguido de una maestría (1-2 años de estudios). Antes de que el país adoptara el sistema de Bolonia, el primer y único título de predoctorado recibido después de completar la educación de ingeniería en la universidad era el Diplomingenieur alemán (Dipl.-Ing.). El doctorado de ingeniería es el Doktoringenieur (Dr.-Ing.). 
La calidad de la experiencia en ingeniería alemana ha sido muy aclamada durante mucho tiempo, especialmente en el campo de la ingeniería mecánica. Esto es apoyado por el grado en que las diversas teorías que gobiernan la aerodinámica y la mecánica estructural llevan el nombre de científicos e ingenieros alemanes como Ludwig Prandtl. También se ha elogiado a los ingenieros alemanes por ser muy prácticos (es decir, ser hábiles en el trabajo físico relacionado con su disciplina), debido a la alta calidad de los cursos de aprendizaje que muchos ingenieros alemanes realizan como parte de su educación. 

### Italia
En Italia, el grado de ingeniero y el título de "ingeniero" son entregados por las universidades politécnicas al completar 3 años de estudios (laurea). Maestría adicional (2 años) y programas de doctorado (3 años) proporcionan el título de "dottore di ricerca ingegneria". Los estudiantes que comenzaron estudios en universidades politécnicas antes de 2005 (cuando Italia adoptó la declaración de Bolonia) deben completar un programa de 5 años para obtener el título de ingeniero. En este caso, el máster se obtiene después de 1 año de estudios. Solo las personas con un título de ingeniero pueden ser empleadas como "ingenieros". Aun así, algunos con competencia y experiencia en un campo de ingeniería que no tienen tal título, todavía pueden ser empleados para realizar tareas de ingeniería como "especialista", "asistente", "tecnólogo" o "técnico". Sin embargo, solo los ingenieros pueden asumir la responsabilidad legal y brindar garantías sobre el trabajo realizado por un equipo en su área de experiencia. A veces, una empresa que trabaja en esta área, que temporalmente no tiene ningún empleado con título de ingeniero, debe pagar por un servicio externo de una auditoría de ingeniería para proporcionar una garantía legal para sus productos o servicios.

### Países Bajos
En los Países Bajos hay dos maneras de estudiar ingeniería, es decir, en la holandesa técnica, que es una escuela profesional (equivalente a una escuela politécnica en el Reino Unido y una universidad de ciencias aplicadas a nivel internacional) y otorga un título de orientación práctica con el pre-nominal ing. después de cuatro años de estudio. O en la universidad, que ofrece un título más académicamente orientado con el ir pre-nominal. después de cinco años de estudio. Ambas son abreviaturas del título Ingenieur.
En 2002, cuando los Países Bajos cambiaron al sistema Bachelor-Máster. Esto es una consecuencia del proceso de Bolonia. En este acuerdo, 29 países europeos acordaron armonizar su sistema de educación superior y crear un área europea de educación superior. En este sistema, las escuelas profesionales otorgan títulos de licenciatura como BEng o BASc después de cuatro años de estudio. Y las universidades con programas de ingeniería otorgan la licenciatura BSc después del tercer año. Un bachiller universitario generalmente continúa su educación por uno o dos años más para obtener su grado en maestría. Junto a estos grados, los títulos antiguos del sistema pre-poblado todavía están en uso. Un bachiller vocacional puede ser admitido en un programa universitario de maestría, aunque a menudo se requiere que tome cursos adicionales.

### Polonia
En Polonia después de 3,5-4 años de estudios técnicos, uno obtiene inżynier degree (inż.), que corresponde a B.Sc. o B.Eng. Después de eso, uno puede continuar estudios, y después de 2 años de un programa de posgrado (estudios complementarios) puede obtener M.Sc. (o M.Eng.) grado llamado magíster, mgr, y esa vez uno tiene dos grados: magíster inżynier, mgr inż. (literalmente: ingeniero maestro). El grado anterior (hasta la plena adaptación del proceso de Bolonia por la universidad) se pudo obtener en 5 años integrados B.Sc-M.Sc. estudios de programa. Los graduados que tengan un grado de magíster inżynier, pueden comenzar 4 años de doctorado (Ph.D.), que requieren la apertura de procedimientos doctorales (przewód doktorski), llevar a cabo investigaciones propias, aprobar algunos exámenes (por ejemplo, idioma extranjero, filosofía, economía, materias principales), redacción y defensa de la tesis doctoral. Algunos estudiantes de Ph.D. también tienen clases con estudiantes de pregrado (B.Sc., M.Sc.). El graduado de los estudios de doctorado de la universidad técnica posee el grado científico de doktor nauk technicznych, dr inż., (Literalmente: "doctor en ciencias técnicas") u otro, por ejemplo. Doktor Nauk Chemicznych (literalmente, "doctor en ciencias químicas").

### Portugal
En Portugal, hay dos caminos para estudiar ingeniería: las rutas politécnica y universitaria. En teoría, pero muchas veces no tanto en la práctica, el camino politécnico es más orientado a la práctica, el camino de la universidad está más orientado a la investigación.
En este sistema, los institutos politécnicos otorgan una licenciatura (licenciatura) en ingeniería de grado después de tres años de estudio, que se puede complementar con un mestrado (máster) en ingeniería después de dos años más de estudio.
En cuanto a las universidades, ofrecen tanto programas de ingeniería similares a los de las escuelas politécnicas (tres años de licenciatura más dos meses de mestrado) como mestrado integrados (maestrías integradas) en programas de ingeniería. Los programas mestrado integrados requieren cinco años de estudio para completarse, otorgando un título de licenciatura en ciencias de la ingeniería después de los primeros tres años y un título de mestrado en ingeniería después de los cinco años completos. Además, las universidades también ofrecen programas de doutoramento (Ph.D.) en ingeniería.
Ser poseedor de un título académico en ingeniería no es suficiente para ejercer la profesión de ingeniero y tener el derecho legal de usar el título engenheiro (ingeniero) en Portugal. Para eso, es necesario ser admitido y ser miembro de la Ordem dos Engenheiros (institución portuguesa de ingenieros). En la Ordem dos Engenheiros, un ingeniero se clasifica como ingeniero de grado E1, E2 o E3, de acuerdo con el grado de ingeniero superior que posee. Los titulares de la antigua declaración pre-Bolonia cinco años de licenciatura en ingeniería se clasifican como ingenieros E2.

### Rumania
En Rumanía, el grado de ingeniero y el título de "ingeniero" son entregados por las universidades politécnicas al completar 4 años de estudios. Maestría adicional (2 años) y programas de doctorado (4-5 años) proporcionan el título de "doctor iniciador". Los estudiantes que comenzaron estudios en universidades politécnicas antes de 2005 (cuando Rumania adoptó la declaración de Bolonia) deben completar un programa de 5 años para obtener el título de ingeniero. En este caso, el máster se obtiene después de 1 año de estudios. Solo las personas con un título de ingeniero pueden ser empleadas como "ingenieros". Aun así, algunos con competencia y experiencia en un campo de ingeniería que no tienen tal título, todavía pueden ser empleados para realizar tareas de ingeniería como "especialista", "asistente", "tecnólogo" o "técnico". Sin embargo, solo los ingenieros pueden asumir la responsabilidad legal y brindar garantías sobre el trabajo realizado por un equipo en su área de experiencia. A veces, una empresa que trabaja en esta área, que temporalmente no tiene ningún empleado con título de ingeniero, debe pagar por un servicio externo de una auditoría de ingeniería para proporcionar una garantía legal para sus productos o servicios.

### Rusia
La Escuela de Matemáticas y Navegación de Moscú fue la primera institución educativa rusa fundada por Pedro el Grande en 1701. Proporcionó a los rusos educación técnica por primera vez y gran parte de su currículum se destinó a producir marineros, ingenieros, cartógrafos y bombarderos para apoyar la expansión rusa. armada y ejército. Luego, en 1810, la universidad de ingeniería técnica militar de San Petersburgo se convierte en la primera institución de enseñanza superior de ingeniería en el Imperio ruso, después de la adición de las clases de oficiales y la aplicación de un período de cinco años de enseñanza. Así que, inicialmente, más rigorismos de normas y términos de enseñanza se convirtieron en la característica histórica tradicional de la educación de ingeniería rusa en el siglo XIX.

### Eslovaquia
En Eslovaquia, se considera que un ingeniero (inžinier) es una persona que posee una maestría en ciencias técnicas o economía. Varias universidades técnicas y económicas ofrecen una maestría de 4-5 años en los campos de la química, la agricultura, la tecnología de los materiales, la informática, la ingeniería eléctrica y mecánica, la física nuclear y la tecnología o la economía. Una licenciatura en un campo similar es un requisito previo. Los graduados son galardonados con el título de Ing. siempre puesto delante del nombre; eventual estudio de doctorado de seguimiento es ofrecido tanto por universidades como por algunos institutos de la Academia Eslovaca de Ciencias.

### España
En España, el grado de ingeniería lo imparten las Universidades en Escuelas de Ingeniería, denominadas "Escuelas de Ingeniería". Al igual que con cualquier otro título en España, los estudiantes deben aprobar una serie de exámenes basados en las materias de Bachillerato (Selectividad), seleccionar su título de licenciatura, y sus notas determinan si tienen acceso al grado que desean o no.
Los estudiantes reciben primero un grado (4 años de estudios) seguido de un máster (1-2 años de estudios) de acuerdo con los principios de la Declaración de Bolonia, aunque tradicionalmente, el título recibido después de completar una educación de ingeniería es el título español de "Ingeniero". El uso del título "Ingeniero" está legalmente regulado y limitado a los graduados académicos.

### Suecia
Una institución que ofrece educación de ingeniería se llama "teknisk högskola" (instituto de tecnología). Estas escuelas ofrecen principalmente programas de cinco años que resultan en el grado de civilingenjör (que no debe confundirse con el término inglés más estrecho "ingeniero civil"), que corresponde internacionalmente a un título de Maestría en Ciencias en Ingeniería. Estos programas suelen ofrecer un fuerte respaldo en las ciencias naturales, y el grado también se abre para los estudios de doctorado (doctorado) para el grado de "teknologie doktor". Los programas de Civilingenjör se ofrecen en una amplia gama de campos: ingeniería física, química, ingeniería civil, topografía, ingeniería y gestión industrial, etc. También hay programas trienales más cortos llamados högskoleingenjör (Licenciatura en ciencias en ingeniería) que suelen ser más aplicados. 

### Turquía
En Turquía, los títulos de ingeniería van desde una licenciatura en ingeniería (por un período de 4 años) hasta una maestría (agregando 2 años) y un título de doctorado (generalmente de 4 a 5 años).
El título está limitado por ley a personas con un título de ingeniería, y el uso del título por otros (incluso personas con mucha más experiencia laboral) es ilegal.
La Unión de Cámaras de Ingenieros y Arquitectos de Turquía (UCTEA) se estableció en 1954 y separa ingenieros y arquitectos en sucursales profesionales, con la condición de estar dentro del marco de las leyes y reglamentos y de acuerdo con las condiciones, requisitos y posibilidades actuales y también establece nuevas Cámaras para el grupo de ingenieros y arquitectos, cuyas áreas profesionales o de trabajo son similares o iguales.
UCTEA mantiene sus actividades con sus 23 cámaras, 194 sucursales de sus cámaras y 39 consejos provinciales de coordinación. Aproximadamente, los graduados de 70 disciplinas académicas relacionadas en ingeniería, arquitectura y planificación urbana son miembros de las Cámaras de UCTEA.

### Reino Unido
En el Reino Unido, como en los Estados Unidos y Canadá, la mayoría de los ingenieros profesionales están capacitados en universidades, pero algunos pueden comenzar en un aprendizaje técnico y luego inscribirse en un título universitario de ingeniería o inscribirse en uno de los programas del Consejo de Ingeniería del Reino Unido (nivel 6 - Licenciatura y 7 - Maestros) administrado por el City and Guilds of London Institute. Una tendencia reciente ha visto el aumento de los aprendizajes de ingeniería superior tanto de licenciatura como de maestría. Todos los cursos y aprendizajes de ingeniería acreditados son evaluados y aprobados por las diversas instituciones profesionales de ingeniería que reflejan el tema por disciplina de ingeniería cubierta; IMechE, IET, BCS, ICE, ISTRUCE, etc. Muchas de estas instituciones datan del siglo XIX y anteriormente administraron sus propios programas de examen de ingeniería. Se han convertido en mundialmente reconocidos como las principales sociedades científicas.
El grado entonces cuenta en parte para calificar como un ingeniero colegiado después de un período (generalmente 4-8 años más allá del primer grado) de práctica profesional estructurada, revisión por pares de práctica profesional y, si es necesario, exámenes adicionales para luego convertirse en un miembro corporativo del cuerpo profesional relevante. El término 'Chartered Engineer' está regulado por el Royal Assent y su uso está restringido solo a aquellos registrados; la adjudicación de este estado se transfiere a las instituciones profesionales por el Consejo de Ingeniería.
En el Reino Unido, la mayoría de los cursos de ingeniería tardan 3 años en obtener un título de pregrado (BEng) y un período de 4 años en un máster universitario. Los estudiantes que estudian un curso de ingeniería de 4 años obtienen una Maestría en Ingeniería (a diferencia de la Maestría en Ciencias en Ingeniería). Algunas universidades permiten que un estudiante opte por no participar después de un año antes de completar el programa y recibir un Diploma Nacional Superior, si ha completado con éxito el segundo año, o recibe un Certificado Nacional Superior si solo se completó con éxito el primer año. Muchos cursos también incluyen una opción de un año en la industria, que suele ser un año antes de la finalización. Los estudiantes que optan por este se otorgan un grado 'Sandwich'.
Los graduados de BEng pueden ser registrados como un "Ingeniero Incorporado" por el Consejo de Ingeniería después de un período de práctica profesional estructurada, revisión por pares de práctica profesional y, si es necesario, exámenes adicionales para luego convertirse en un miembro del cuerpo profesional relevante. Nuevamente, el término 'Ingeniero Incorporado' está regulado por Royal Assent y su uso está restringido solo a aquellos registrados; la adjudicación de este estado se transfiere a las instituciones profesionales por el Consejo de Ingeniería.
A diferencia de los Estados Unidos y Canadá, los ingenieros no requieren una licencia para ejercer la profesión en el Reino Unido. En el Reino Unido, el término "ingeniero" se aplica a vocaciones sin titulación como tecnólogos, técnicos, dibujantes, maquinistas, mecánicos, plomeros, electricistas, reparadores, semicalificados e incluso ocupaciones no calificadas.
En desarrollos recientes del gobierno y la industria, para abordar el creciente déficit de habilidades en muchos campos de la ingeniería del Reino Unido, se ha puesto un gran énfasis en abordar la ingeniería en la escuela y proporcionar a los estudiantes modelos positivos desde una edad temprana.

## América del Norte

### Canadá
La educación de grado de ingeniería en Canadá está altamente regulada por el Consejo Canadiense de Ingenieros Profesionales (Engineers Canada) y su Junta Canadiense de Acreditación de Ingeniería (CEAB). En Canadá, hay 43 instituciones que ofrecen 278 programas de ingeniería acreditados que ofrecen una licenciatura después de un período de 4 años. Muchas escuelas también ofrecen títulos de posgrado en ciencias aplicadas. La acreditación significa que los estudiantes que completen con éxito el programa acreditado habrán recibido suficiente conocimiento de ingeniería para cumplir con los requisitos de conocimiento de la licenciatura como Ingeniero Profesional. Alternativamente, los graduados canadienses de los títulos no acreditados de 3 años, BSc, B.Tech o B.Eng pueden calificar para una licencia profesional por medio de exámenes de asociación. Algunas de las escuelas incluyen: Universidad Concordia, École de technologie supérieure, Escuela Politécnica de Montreal, Universidad de Toronto, Universidad de Manitoba, Universidad de Saskatchewan, Universidad de Victoria, Universidad de Calgary, Universidad de Alberta, Universidad de Columbia Británica, Universidad McGill, Universidad de Dalhousie, Universidad de Ryerson, Universidad York, Universidad de Regina, Universidad de Carleton, Universidad McMaster, Universidad de Ottawa, Queen's University, Universidad de Nuevo Brunswick, Ontario Tech University, Universidad de Waterloo, Universidad de Guelph, Universidad de Windsor, Memorial University of Newfoundland y el Royal Military College solo por nombrar algunos. Todas las universidades que ofrecen títulos de ingeniería en Canadá deben estar acreditadas por el CEAB (Consejo Canadiense de Acreditación de Ingeniería), asegurando así que se apliquen normas estrictas en todas las universidades. Los títulos de ingeniería en Canadá son distintos de los títulos en técnicos de ingeniería que son títulos o diplomas más aplicados. Una educación de ingeniería en Canadá se tiene en muy alta estima que culmina al calificar con una licencia de ingeniero profesional (P.Eng). Muchos ingenieros graduados ingresan a otras áreas de la práctica profesional, incluida la consultoría de gestión, el derecho, la medicina y la administración de empresas.

### Estados Unidos

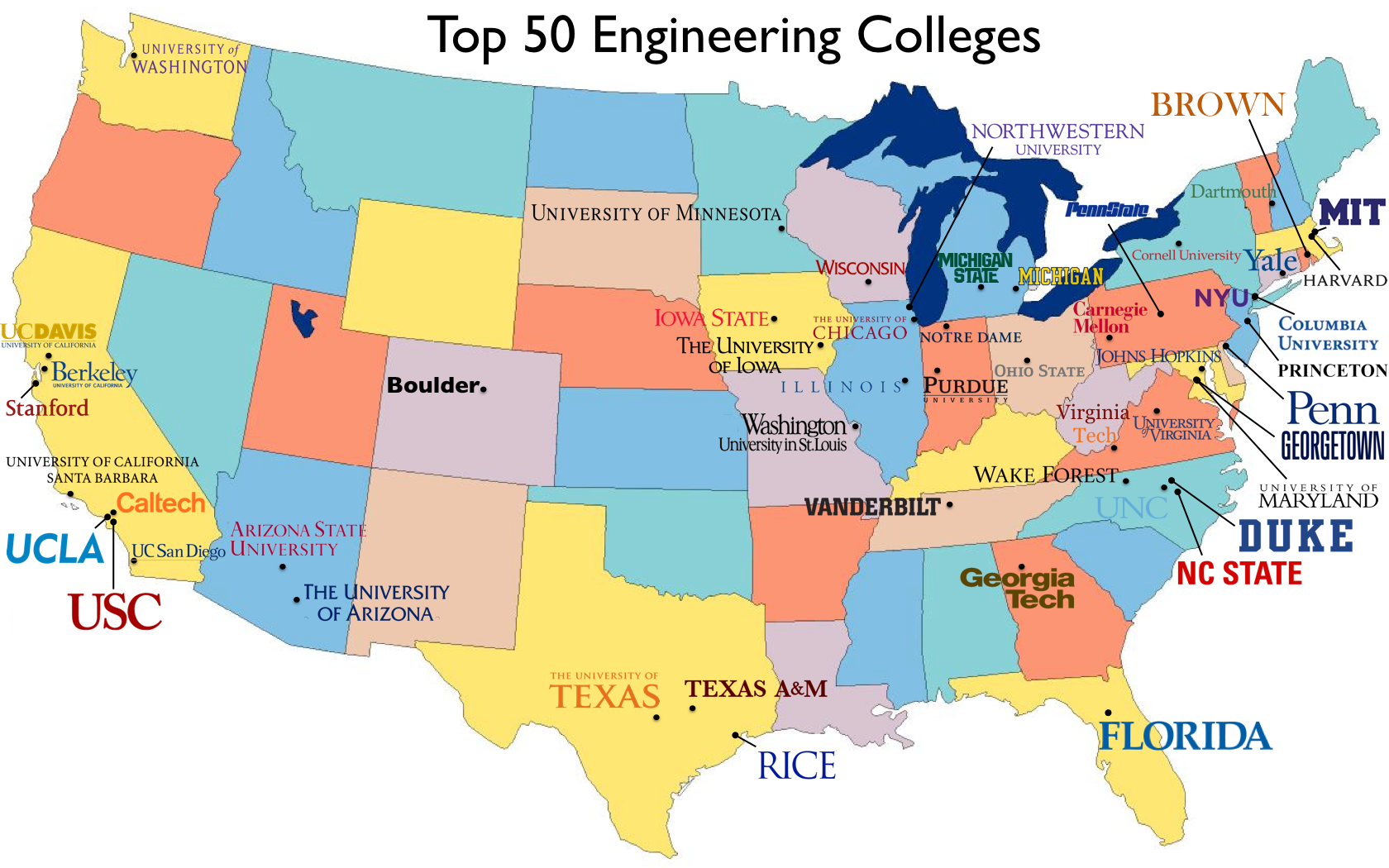
Top 50 de las escuelas de ingeniería de Estados Unidos

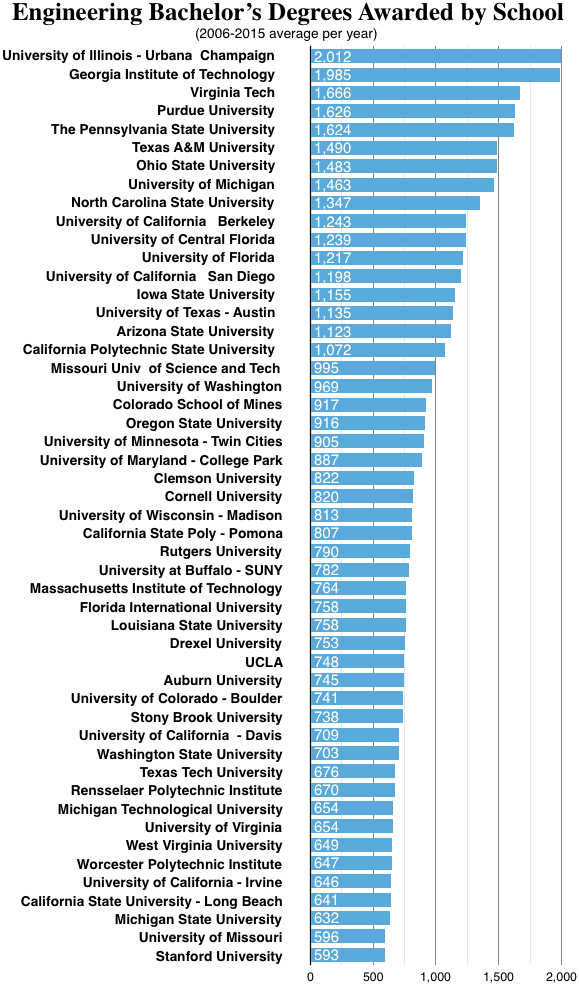
Licenciatura en ingeniería por escuela

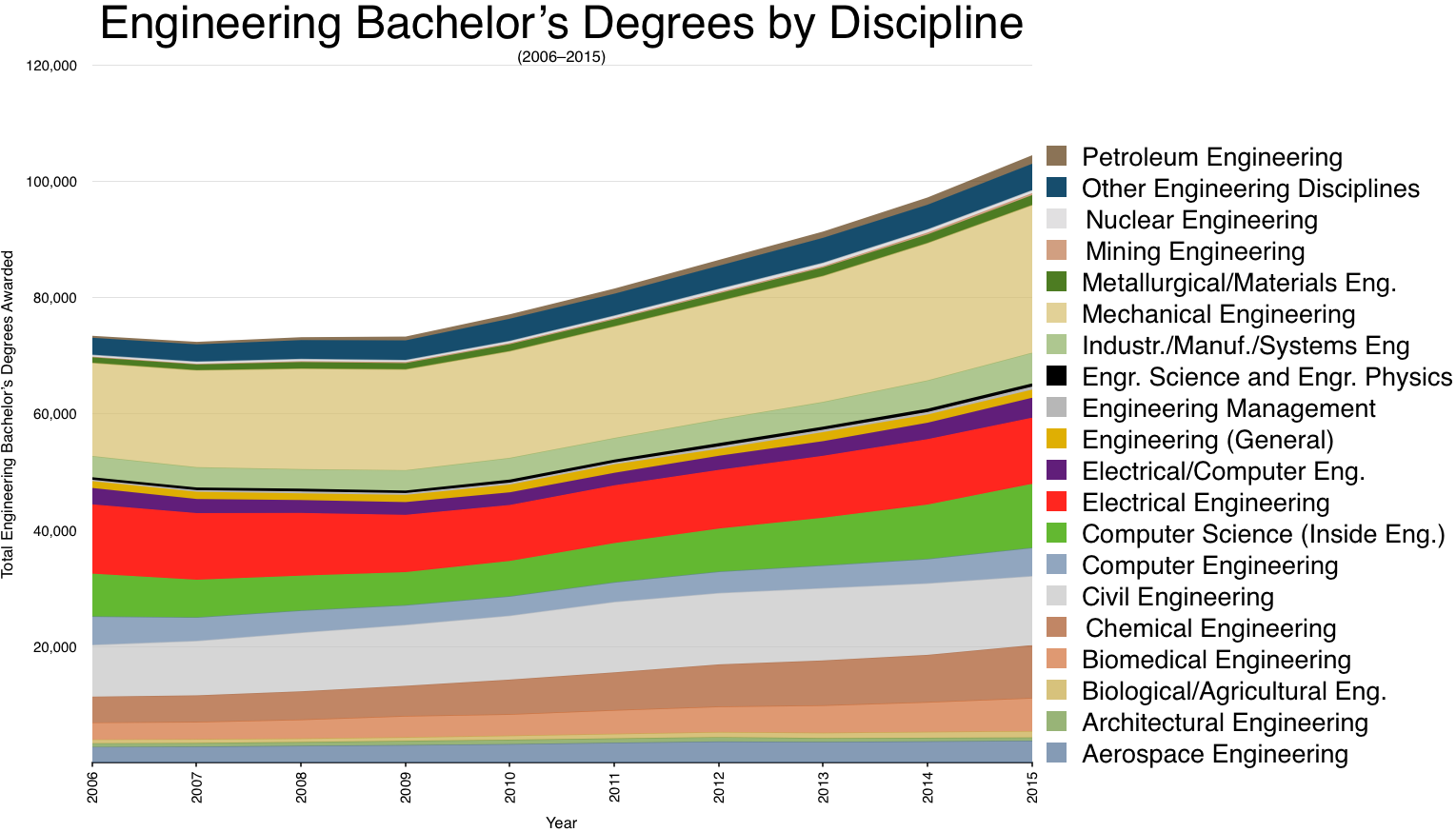
Licenciatura de ingeniería por disciplina

Algunos de los primeros ingenieros diseñaron canales de riego, edificios, presas y muchas otras cosas para satisfacer las necesidades de las personas. Los primeros ingenieros durante la guerra diseñaron armas y máquinas de guerra. La educación en ingeniería ha cambiado desde los tiempos de los primeros ingenieros. «A mediados del siglo XX, había casi 1 millón de ingenieros en los Estados Unidos».[cita requerida]
El primer título profesional en ingeniería es una licenciatura con algunas excepciones. Dicho esto, el interés en la ingeniería ha crecido desde 1999; el número de títulos de licenciatura emitidos ha aumentado en un 20 %. 
La mayoría de los programas de ingeniería de licenciatura tienen una duración de cuatro años y requieren aproximadamente dos años de cursos básicos seguidos por dos años de cursos específicos de disciplina especializada. Aquí es donde un estudiante típico de ingeniería aprendería matemáticas (cálculo de variables simples y múltiples y ecuaciones diferenciales elementales), química general, composición de inglés, física general y moderna, informática (por lo general, programación) e ingeniería introductoria en varias áreas que son requeridas para un perfil de ingeniería satisfactorio y tener éxito en su programa de elección. Varios cursos en ciencias sociales o humanidades a menudo también se requieren tomar, pero son comúnmente cursos electivos de una amplia elección. Los cursos de ingeniería comunes requeridos generalmente incluyen dibujo de ingeniería / dibujo, ingeniería de materiales, estática y dinámica, resistencia de materiales, ingeniería eléctrica, termodinámica, mecánica de fluidos y tal vez algunos sistemas o ingeniería industrial. Los cursos de ciencias e ingeniería incluyen conferencias y educación de laboratorio, ya sea en el mismo curso o cursos separados. Sin embargo, algunos profesores y educadores creen que los programas de ingeniería deberían cambiar para enfocarse más en la práctica de ingeniería profesional, y los cursos de ingeniería deberían ser impartidos más por profesionales de ingeniería profesionales y no por investigadores de ingeniería.
Al final del primer año, un estudiante de ingeniería debería estar buscando decidir qué especialización les gustaría estudiar. Las especializaciones podrían incluir lo siguiente: civil (incluido estructural), mecánico, eléctrico (a menudo incluyendo computadoras), químico, biológico, industrial, aeroespacial, materiales (incluyendo metalúrgico), agrícola, y muchas otras especializaciones. Después de elegir una especialización, un estudiante de ingeniería comenzará a tomar clases que se basarán en la educación que han recibido y enfocarán su educación futura hacia su especialización o campo de estudio. Hacia el final de su educación de pregrado, los estudiantes de ingeniería a menudo emprenden un diseño u otro proyecto especial específico para su campo. 
Después de la educación formal, el ingeniero a menudo ingresará a una pasantía o ingeniero en estado de capacitación durante aproximadamente cuatro años. Después de ese tiempo, el ingeniero en formación puede decidir si realiza o no una prueba de licencia estatal para convertirlo en un ingeniero profesional. Después de completar con éxito esa prueba, el ingeniero profesional puede colocar las iniciales P.E. después de su nombre que significa que ahora es un ingeniero profesional. También hay opciones de postgrado para un ingeniero. Muchos ingenieros deciden completar una maestría en algún campo de ingeniería o administración de empresas u obtener educación en leyes, medicina u otro campo.
Hay dos tipos de doctorado disponibles, el tradicional Ph.D. o el doctor de ingeniería. El Ph.D. se enfoca en la investigación y la excelencia académica, mientras que el doctor en ingeniería se enfoca en la ingeniería práctica. Los requisitos de educación son los mismos para ambos grados; sin embargo, la disertación requerida es diferente. El Ph.D. requiere el problema de investigación estándar, donde el doctor en ingeniería se centra en una disertación práctica. 
En la presente educación de ingeniería de pregrado, el énfasis en los sistemas lineales desarrolla una forma de pensar que rechaza la dinámica no lineal como oscilaciones espurias. El enfoque de sistemas lineales simplifica en exceso la dinámica de los sistemas no lineales. Por lo tanto, los estudiantes y profesores de pregrado deberían reconocer el valor educativo de la dinámica caótica. Los ingenieros en ejercicio también tendrán más conocimiento de los circuitos y sistemas no lineales al tener una exposición a los fenómenos caóticos.
Después de la graduación, es posible que se necesiten cursos de educación continua para mantener válida una licencia de ingeniero profesional (PE) emitida por el gobierno, para mantener las habilidades frescas, ampliar las habilidades o mantenerse al día con las nuevas tecnologías.

### México
En el caso de México, el campo de la educación en Ingeniería podría tomarse de las universidades públicas y privadas. Ambos tipos de colegios y universidades pueden otorgar grados de B.Eng., B.Sc., M.Eng., M.Sc. y Ph.D. a través de la presentación y disertación de una tesis u otro tipo de requisitos tales como informes técnicos, exámenes de conocimiento, entre otros.
La primera universidad en México en ofrecer títulos en algunos campos de Ingeniería fue la Real y Pontificia Universidad de México, establecida bajo el dominio español; los títulos ofrecidos incluyen ingeniería de minas y estado físico matemático del conocimiento del arte de Europa.
Entrado el siglo XIX, con la falta de estabilidad política, las universidades fundadas bajo el dominio español se cerraron y se reabrieron y la tradición de enseñanza de ingeniería se perdió; la Universidad de México, la Universidad de Guadalajara y la Universidad de Mérida lo sufrieron. luego, la norma liberal creó las Artes y las escuelas de Artesanía se abrieron sin el mismo éxito que las Universidades. Entró el siglo XX y con el éxito de la Revolución mexicana se reabrieron algunos de los antiguos colegios y las antiguas escuelas de Artes y Artesanías se unieron a las nuevas universidades. En 1936 se creó el Instituto Politécnico Nacional como una alternativa educativa para los hijos y sus familias, poco tiempo después se fundaron los Institutos Regionales de Tecnología como una rama del Instituto Politécnico en algunos estados de la República, la mayoría no tiene ninguna universidad en su propio territorio.
En este momento, los Institutos Regionales de Tecnología se fusionaron en una única entidad denominada Tecnológico Nacional de México. El Instituto Politécnico Nacional es la universidad insignia del gobierno federal mexicano en educación de ingeniería.

## América del Sur

### Argentina
Los programas de formación de ingenieros en las universidades de Argentina abarcan una variedad de disciplinas y suelen requerir de 5 a 6 años de estudios para completarse. La mayoría de los programas de grado comienzan con cursos básicos en matemáticas, estadística y ciencias físicas durante el primer y segundo año, para luego pasar a cursos específicos del plan de estudios.
Hay muchas universidades y escuelas técnicas en Argentina que ofrecen programas de grado en la enseñanza de la ingeniería. La Universidad Tecnológica Nacional (UTN) es reconocida como una de las mejores instituciones de ingeniería del país. Junto con la Universidad de Buenos Aires es posible que quienes desean estudiar esta carrera puedan optar por elegir las especialidades de: Ingeniería Aeronáutica, Ingeniería Civil, Ingeniería Eléctrica, Ingeniería Electrónica, Ingeniería Electromecánica, Ingeniería de la Automoción, Ingeniería de Sistemas de Información, Ingeniería Ferroviaria, Ingeniería Mecánica, Ingeniería Metalúrgica, Ingeniería Naval, Ingeniería Pesquera, Ingeniería Química e Ingeniería Textil.
La Ley de Educación Superior n.º 24521 establece que todas las universidades deben incluir una evaluación externa obligatoria para la acreditación de determinadas profesiones, como Derecho, Medicina e Ingeniería, que también se rigen estrictamente por otras leyes. La acreditación de los ingenieros en Argentina está a cargo de la CONEAU (Comisión Nacional de Evaluación y Acreditación Universitaria, desde 1997, que cumple las funciones de coordinar y ejecutar las evaluaciones externas y acreditar los estudios universitarios de grado y posgrado en el campo de la ingeniería.

### Brasil
En Brasil, las instituciones públicas y privadas ofrecen educación en ingeniería. Una licenciatura en ingeniería requiere de 5 a 6 años de estudios, que comprenden los cursos básicos, asignaturas específicas, una pasantía y un documento de finalización del curso.
Debido a la naturaleza de las admisiones a la universidad en Brasil, la mayoría de los estudiantes tienen que declarar su especialidad antes de ingresar a la universidad. Dicho esto, los primeros 2 años de una licenciatura en ingeniería consisten principalmente en los cursos básicos (cálculo, física, programación, etc.) junto con algunas asignaturas específicas, así como algunos cursos de humanidades. Después de este período, algunas instituciones ofrecen especializaciones dentro de los diferentes campos de la ingeniería (es decir, un estudiante con especialización en ingeniería eléctrica puede elegir especializarse en electrónica o telecomunicaciones) aunque la mayoría de las instituciones equilibran su carga de trabajo para dar a los estudiantes un conocimiento constante de cada especialidad.
Hacia el final de su educación de pregrado, se requiere que los estudiantes desarrollen el Documento de finalización del curso bajo la guía de un asesor para ser presentado y calificado por un número de profesores. En algunas instituciones, los alumnos también deben realizar una pasantía (la cantidad de tiempo depende de la institución).
Para seguir una carrera en ingeniería, los graduados primero deben registrarse y cumplir con las reglas del Consejo Regional de Ingeniería y Agronomía de su estado, un representante regional del Consejo Federal de Ingeniería y Agronomía, una junta de certificación para ingenieros, agrónomos, geólogos y otros profesionales de las ciencias aplicadas.
```
Venezuela
```

```
Colegios Profesional de Ingenieros de Venezuela 
```

```
Educación del sector Privado 
```

```
Universidad Alejandro de Humboldt
Universidad de Margarita
Universidad José María Vargas
```

Universidad Arturo Michelena
Universidad Católica Andrés Bello 
Universidad Gran Mariscal de Ayacucho
```
Universidad Metropolitana 
```

```
Universidad Nueva Esparta
```

```
Universidad Santa María
```

```
Universidad Tecnológica del Centro
```

```
Educación del sector Público 
```

```
Universidades con Autonomía
```

```
Universidad Central de Venezuela
```

```
Universidad de Carabobo
```

```
Universidad de Los Andes 

Universidad de Oriente 
 
Universidad del Zulia
```

## Otras lecturas
- Froyd, J.E.; Wankat, P.C.; Smith, K.Un. (2012). "Cinco Cambios Importantes en 100 Años de Educación de Ingeniería". Froyd, J.E.; Wankat, P.C.; Smith, K.A. (2012). «Five Major Shifts in 100 Years of Engineering Education». Proceedings of the IEEE 100 (special centennial issue). doi:10.1109/JPROC.2012.2190167. (especial centennial asunto). doi:10.1109/JPROC.2012.2190167.
- · Grobler, du Toit: Décadas de Excelencia de Ingeniería (2013), Publicado por Chris van Rensburg Publicaciones, Johannesburgo, Sudáfrica en behalf de ECSA, Johannesburgo, ISBN 0-86846-116-4